# Watch Indonesia!
Watch Indonesia! e.V. ist ein deutscher Verein mit Sitz in Berlin. Er wurde 1991, in Reaktion auf das Massaker auf dem Santa Cruz Friedhof in Osttimor, von Indonesiern und Deutschen in Berlin gegründet und versteht sich als Brücke für die indonesischen und osttimoresischen Zivilgesellschaften und möchte für deren Anliegen Politik und Öffentlichkeit in Deutschland sensibilisieren.

## Ziele
Der Verein setzt sich ein für die Einhaltung der Menschenrechte, die Förderung eines Demokratisierungsprozesses, den Schutz der Umwelt und eine friedliche Lösung von Konflikten. Diese Ziele verfolgt der Verein durch politische Bildung, Lobby- und Öffentlichkeitsarbeit, interkulturellen Austausch und Vernetzung.

## Arbeit
Der Verein arbeitet eng mit indonesischen und osttimoresischen Demokratie-, Menschenrechts- und Umweltgruppen zusammen. Bis 1998 war die Arbeit bestimmt vom Kampf gegen die Diktatur von Präsident Suharto. Der Verein prangerte Menschenrechtsverbrechen an und setzte sich ein für das Recht auf Selbstbestimmung der Osttimoresen. Watch Indonesia! trug dazu bei, die Wahrnehmung des Suhartoregimes in Deutschland zu verändern. 1998 konnte Indonesien die Diktatur überwinden. 1999 beteiligte sich die Organisation bei den internationalen Beobachtern des UN-Referendums zur Lösung des Osttimorkonfliktes.
Die Themen, zu denen Watch Indonesia! arbeitet, sind: Umgang der belasteten Vergangenheit, Demokratisierung, Krisenprävention und Friedensförderung, Beendigung der Straflosigkeit, Umwelt- und Klimagerechtigkeit, wirtschaftlichen und sozialen Menschenrechten,  Land- und Indigenenrechten sowie Gesellschaft und Religion. In Westneuguinea setzt der Verein sich für eine dialogische Lösung des Konfliktes ein und in Aceh für die Konsolidierung des Friedens. Der Verein warnt vor den sozialen, menschenrechtlichen und ökologischen Konsequenzen der Ausbeutung der Natur durch Palmölmonokulturen, Bergbau, Papierindustrie und Holzwirtschaft.
Der Verein gab die Zeitschrift Suara – Zeitschrift für Indonesien und Osttimor heraus und veröffentlicht auch andere Publikationen, wie Menschenrechts- und Hintergrundberichte. Die Webseite bietet einen Informationspool. Auch Seminare, Veranstaltungen und Ausstellungen werden organisiert und Gäste aus Indonesien und Osttimor zu politischen Besuchsprogrammen eingeladen. Anfragen nach weiteren Informationen werden bearbeitet.

## Ausstellungen
Zusammen mit Terre des hommes präsentiert der Verein die Ausstellung „Die verlorene Stimme - Eine Fotoreportage von Masaru Goto“ zu der indonesischen Provinz Aceh.

## Publikationen
- Watch Indonesia! e.V. (Hg.) Themenheft: Menschenrechte in Indonesien und Timor-Leste 2020.
- Henri Myrttinen, Monika Schlicher und Maria Tschanz (Hg.) für Watch Indonesia!: Die Freiheit, für die wir kämpfen... – Osttimor in der Unabhängigkeit – Ein politisches Lesebuch. Berlin 2011, Regiospectra Verlag, 190 Seiten, ISBN 978-3940-132-26-0 www.regiospectra.de
- Alex Flor: Watch Indonesia!, Ein Selbstporträt, in DGB Bildungswerk (Hg.): Länderprofil Indonesien. Demokratischer Aufbruch, gesellschaftlicher Wandel und Folgen der Globalisierung (PDF; 5,5 MB) Dezember 2007, S. 89

## Auszeichnungen
- Henry-Mathews-Preis (2022)[3]